# Hydroeciodes parafea
Hydroeciodes parafea là một loài bướm đêm trong họ Noctuidae.